# György Dózsa
György Dózsa de Makfalva (en hongrois : Makfalvi Dózsa György ; roumain : Gheorghe Doja din Ghindari ; allemand : Georg Dózsa von Makfalva ; latin : Georgius Dosa Siculus de Makfalva), né vers 1470 à Dálnok/Dalnic et exécuté en juillet 1514 à Temesvár/Timișoara, est le chef sicule d’une grande jacquerie paysanne en 1514, en Transylvanie.

## La révolte
Dózsa György / Gheorghe Doja, est un sicule de Transylvanie. Il avait combattu comme mercenaire contre l’Empire ottoman : il fut distingué et anobli. Lors du prêche d’une « nouvelle croisade » contre les Turcs, on promit la liberté aux serfs et aux corvéables qui acceptent de s’y engager, mais les magnats hongrois refusent cette mesure qui menace leurs propriétés, et poursuivent les bandes de paysans qui se rassemblent, jusqu’à ce que l’archevêque d’Esztergom interdise le recrutement de croisés le 15 mai 1514.
Deux des prédicateurs de la « croisade » nommés Laurentius (hongrois : Mészáros Lőrinc) et Barnabas, sous l’influence des Hussites, dénoncent les nobles et l’Église catholique à laquelle ils reprochent sa corruption, ses richesses (elle possède 12 % du territoire transylvain), ses privilèges (elle perçoit la dîme, y compris sur les joupanats valaques ou « valachies » de vlach jog qui sont orthodoxes) et ses pratiques (employer des hommes d’armes et brutaliser les populations pour collecter des dîmes). Ce contexte tendu amène les paysans sicules et valaques de Transylvanie à se soulever, comme en 1437, mais la révolte dépasse rapidement le cadre transylvain et les insurgés s’établissent à Rákos près de Pest où les hostilités commencent. Des nobles sont tués, et Dózsa György/Gheorghe Doja partage sa troupe en cinq colonnes : deux sont envoyées en Haute Hongrie pour soulever le pays, la 3e, sous le commandement d’Ambrus Száleresi, un bourgeois de Pest, reste à Rákos, et les 4e et 5e armées conduites par Dózsa/Doja et son frère Gergely/Grigore progressent vers Szeged.
La noblesse hongroise, alliée à Jean Zápolya, voïvode transylvain, massacre le corps d’armée resté à Rákos, pendant que György Dózsa échoue à prendre Szeged. Il marche alors sur Csanád, dont il s’empare après avoir battu l’armée commandée par István Báthory et l’évêque Miklós Csáky. L’évêque prisonnier et son trésorier Teleki sont mis à mort par les rebelles le 28 mai. György Dózsa marche ensuite sur Temesvár qu’il assiège en vain pendant deux mois. Pendant ce temps, ses armées en Haute Hongrie sont vaincues et Jean Zápolya marche contre les insurgés, qui sont surpris, dispersés et massacrés. György Dózsa est capturé le 15 juillet 1514.

## La répression
La fin de György Dózsa est célèbre par le caractère atroce de son exécution : il fut placé sur un trône en fer chauffé à blanc, couronné d’une couronne de fer et avec un sceptre en main chauffés également à blanc ; six de ses compagnons, auparavant affamés par leurs geôliers, sont ensuite forcés de le dévorer. La répression menée par la noblesse hongroise de Transylvanie commandée par Jean Zápolya aurait fait près de 60 000 morts. 

## Exégèses
Pour l’historiographie contemporaine des faits, György Dózsa était tout simplement possédé par le démon, également inspirateur des Hussites et des prêches de Bárnabas et de Lőrinc Mészáros, contestataires de l’ordre féodal établi : son exécution se voulait être un exorcisme autant qu’une punition. Dans l’optique de la lutte des classes, les historiens marxistes dépeignent György Dózsa en « révolutionnaire » ayant pris la tête d’une insurrection populaire : il aurait proclamé « la République, l’abolition de la noblesse, l’égalité de tous  et la souveraineté du peuple ». Mais aucune source d’époque ne confirme ce point de vue, pas plus que celui, plus récent, qui le revendique comme un « héros national » hongrois en Hongrie et roumain en Roumanie, pays où il est considéré comme respectivement sicule ou valaque.